# Tayyibe Gülek
Tayyibe Gülek Domaç (* 1968 in Adana) ist eine türkische Ökonomin und seit 2007 Verwaltungsmitglied der Partei der Demokratischen Linken (Demokratik Sol Parti, DSP).

## Leben
Tayyibe Gülek Domaç erhielt ihren Bachelor 1991 cum laude an der Harvard-Universität und ihren Master 1992 an der London School of Economics. 1994 wurde sie Beraterin des Chefkoordinators für Wirtschaftspolitik im Amt des Ministerpräsidenten, wo sie insbesondere zur Baku-Tiflis-Ceyhan-Pipeline, im Bereich der Koordination für die Europäische Gemeinschaft und über das Südostanatolienprojekt arbeitete. 1996 vollendete sie im Europakolleg von Brügge den Kurs zur Europäischen Union.
Bei den Wahlen am 18. April 1999 wurde sie für Adana als jüngste Abgeordnete in die Große Nationalversammlung gewählt. Ab da war sie Mitglied der türkischen Delegation zur Parlamentarischen Versammlung des Europarates, wo sie stellvertretende Vorsitzende des Komitees für Menschenrechte sowie Mitglied des Komitees für Geschlechtergleichheit wurde. 2002 wurde sie beim Weltwirtschaftsforum zu den kommenden Young Global Leaders gewählt.
Am 12. Juli 2002 wurde sie unter Ministerpräsident Bülent Ecevit zur Staatsministerin für Zypern und die Auslandstürken im Kabinett Ecevit V gewählt, was sie bis zum 18. November 2002 blieb.